# Бальм-бай-Гюнсберг
Бальм-бай-Гюнсберг (нем. Balm bei Günsberg) — коммуна в Швейцарии, в кантоне Золотурн. 
Входит в состав округа Леберн. Население составляет 202 человека (на 31 декабря 2007 года). Официальный код — 2541.